# Swjatlana Rudalawa
Swjatlana Wiktarauna Rudalawa (belarussisch Святлана Віктараўна Рудалава, russisch Светлана Викторовна Рудалова Swetlana Wiktorowna Rudalowa; * 3. November 1984 in Minsk) ist eine belarussische Rhythmische Sportgymnastin.
Rudalawa hatte ihr internationales Debüt 2002. 2004 bei den Olympischen Spielen wurde sie Zehnte.
Bei den Weltmeisterschaften 2009 und 2007 gewann sie Silber und Bronze 2003 und 2005. Bei den Europameisterschaften 2004 und 2005 gewann sie jeweils die Bronzemedaille.
2011 heiratete sie den Olympiasieger von 2010 im Freestyle-Skiing Aljaksej Hryschyn.